# Математический энциклопедический словарь
«Математи́ческий энциклопеди́ческий слова́рь» — энциклопедический словарь, выпущенный издательством «Советская энциклопедия» в 1988 году под редакцией академика Юрия Прохорова. Издание однотомное, содержит 847 страниц. Тираж 150 000 экземпляров.
В 1995 году вышло репринтное издание. Выпущено издательством «Большая Российская энциклопедия». Тираж 40 000 экземпляров.
В 2003 году вышло репринтное издание словаря под названием «Математика: Энциклопедия», выпущенное издательствами «Большая Российская энциклопедия» и «Дрофа» тиражом 10 000 экземпляров.

## Состав
Словарь открывается статьёй А. Н. Колмогорова «Математика», дающей определение предмета математики и описывающей её историю.
Словарь состоит из четырёх частей:
1. Алфавитный словарь определений (около 3500 статей, 620 страниц) — основной раздел;
2. Биографический словарь (около 900 заметок, 114 страниц);
3. Математика в энциклопедиях старых лет (22 страницы), включает статьи выдающихся учёных прошлого, куда вошли статьи из 6 энциклопедий: «Математический лексикон» Х. Вольфа, «Энциклопедия, или Толковый словарь наук, искусств и ремёсел», «Лексикон чистой и прикладной математики», «Энциклопедический словарь, составленный русскими учеными и литераторами», ЭСБЕ, БСЭ;
4. Словарь школьной информатики (41 страница) — статьи по основам информатики.

На с. 847 приведён список Авторы математического энциклопедического словаря (примерно 400 имён).

## Опечатки, имеющиеся в издании 1995 года
С. 638. Статья «Шварца поверхность». Напечатано: «последовательность таких поверхностей», следует читать «последовательность площадей таких поверхностей».
С. 642. Статья «Эйлера числа». Напечатано {\displaystyle (E+1)^{n}-(E-1)^{n}=0.} Правильный вариант {\displaystyle (E+1)^{n}+(E-1)^{n}=0.}
С. 714. Статья «Ленг, Сёрдж». В списке литературы напечатано {\displaystyle SL_{\alpha }(R)}. Правильное название книги {\displaystyle SL_{2}(R)}.